# لویه جرگه مشورتی صلح افغانستان (۱۳۹۸)
لویه جرگه مشورتی صلح افغانستان اجلاس ۲۵۰۰ تن از رهبران ملی و محلی افغانستان بود که به منظور تعیین چارچوب مذاکرات صلح با طالبان و ترسیم نقشهٔ راه صلح در ثور ۱۳۹۸ در کابل برگزار شد. نشست سه روزه بود ولی شهر کابل همزمان با سالگرد انقلاب ثور و نیز سالگرد پیروزی مجاهدین به مدت یک هفته رسماً تعطیل شد. هزینهٔ برگزاری لویه جرگه ۵ میلیون دالر آمریکا بود. حامد کرزی، رئیس‌جمهور سابق افغانستان؛ عبدالله عبدالله، رئیس اجرایی دولت؛ و ۱۲ تن دیگر از نامزدان انتخابات ریاست‌جمهوری ۱۳۹۸ افغانستان، جرگه را تحریم کرده، تدویر آن را بی‌حاصل و ضیاع منابع دولتی خواندند. نامزدان انتخابات، تدویر جرگه را در آستانهٔ انتخابات نوعی کارزار انتخاباتی از سوی محمداشرف غنی دانستند. گروه طالبان برگزاری لویه جرگه مشورتی صلح را «روند مکرر و ملت‌فریبانهٔ غلامان آمریکایی» خواند و هدف از آن را «تداوم و مشروع جلوه دادن حکومت» دانست.
یک ماه بعد، اشرف غنی دستور آزادی ۸۸۷ زندانی طالبان را به مناسبت عید فطر صادر کرد.